# Палмитинью
Палмитинью (порт. Palmitinho) — муниципалитет в Бразилии, входит в штат Риу-Гранди-ду-Сул. Составная часть мезорегиона Северо-запад штата Риу-Гранди-ду-Сул. Входит в экономико-статистический микрорегион Фредерику-Вестфален. Население составляет 7045 человек на 2006 год. Занимает площадь 144,046 км². Плотность населения — 48,9 чел./км².

## История
Город основан 22 мая 1966 года.

## Статистика
- Валовой внутренний продукт на 2003 составляет 53 539 461,00 реал (данные: Бразильский институт географии и статистики).
- Валовой внутренний продукт на душу населения на 2003 составляет 7650,68 реала (данные: Бразильский институт географии и статистики).
- Индекс развития человеческого потенциала на 2000 составляет 0,767 (данные: Программа развития ООН).

## География
Климат местности: субтропический.